# Serra de Ponent
La Serra de Ponent és una serra situada al municipi de Granollers a la comarca del Vallès Oriental, amb una elevació màxima de 223 metres.